# Girl's Night
Singles de Crystal Kay
Shadows of Desire
(2000) Ex-Boyfriend
(2001)
Girl's Night est le 5e single de la chanteuse Crystal Kay sorti sous le label Sony Music Entertainment Japan le 9 mai 2001 au Japon. Il atteint la 100e place au classement de l'Oricon et reste classé une semaine.
Girl's Night a été utilisé comme thème musical pour l'émission musicale JAPAN COUNTDOWN. Cette chanson se trouve sur l'album 637 -always and forever-, sur la compilation Best of Crystal Kay et sur l'album de remix The Best Remixes of CK.
Make Me Whole est une reprise de la chanson homonyme de Amel Larrieux sortie en single en 2000. Elle est présente sur l'album Natural -World Premiere Album-.

## Liste des titres
| 1. | Girl's Night                 | Emi K. Lynn   | T.KURA and MICHICO | 4:28 |
| 2. | Girl's Night (Layer 7 Remix) | Emi K. Lynn   | T.KURA and MICHICO | 5:46 |
| 3. | Make Me Whole                | Amel Larrieux | Amel Larrieux      | 5:40 |